# Ruleta (canción de Danna Paola)
«Ruleta» es una canción de la cantante mexicana Danna Paola, fue lanzada como primer sencillo de su álbum de estudio homónimo el 28 de febrero de 2012 a través de Universal Music México. Fue escrita por Paty Cantu y Angela Dávalos, y se grabó en 2011.

## Video musical
El video musical fue grabado en Guadalajara, Jalisco, en el parque de diversiones, Selva Mágica, en enero de 2012. Danna Paola fue acompañada por más de 30 bailarines en la filmación del video. El video fue estrenado por primera vez en la transmisión que se realizó vía hangout en Google Plus el 14 de marzo, en su cuenta de VEVO.